# La Oreja (programa de televisión)
La Oreja fue un programa televisivo de espectáculos mexicano transmitido entre 2002 y 2009 por Televisa a través del canal Galavisión (hoy Canal 9) y, posteriormente, por el Canal de las Estrellas; en este último también se transmitía una versión sabatina titulada La Oreja Caliente. En un principio fue conducido por Juan José Origel, Mara Patricia Castañeda y Verónica Gallardo; y en una sección anexa, Raquel Garza con el personaje de Tere "la secretaria". En un principio el productor Alexis Núñez apostó a combinar comedia y notas de espectáculos, pero la fórmula no funcionó. Fue hasta la integración de la periodista Flor Rubio, a quien el productor le permitió reestructurar los contenidos, hacerlo efectivamente periodístico y replantear el formato, que la emisión comenzó a subir en índice de audiencia hasta llegar a superar a su principal rival "Ventaneando", lo que le llevó a ser transmitido en el Canal de las Estrellas. Su eslogan fue "Lo que hay que oír" y "Donde los famosos quieren estar". Mara Patricia Castañeda decidió renunciar al programa y se mantuvo en su posición como directora de espectáculos en Televisa. 
El programa fue finalmente cancelado en 2009, después de una serie de bizarras acusaciones por parte de los televidentes, en el cual afirmaban que se escondían mensajes ocultos y aterradores en segmentos del programa.

## Desarrollo, controversias y programas posteriores
Desde el comienzo este programa ha sido controvertido ya que además de tocar la vida pública y privada de diversas celebridades del mundo del espectáculo fue la competencia directa de Ventaneando (de TV Azteca) y, aunado al hecho de que ambos programas eran trasmitidos a la misma hora, la duración de La Oreja era el doble de la de Ventaneando. Por otra parte otro recurso utilizado por La Oreja era que, durante la primera hora, no cortaban a comerciales y acostumbraban sincronizar su publicidad con la de Ventaneando, logrando así que la audiencia no se viera severamente afectada por el "zapping".
Desde el inicio de La Oreja Televisa anunció que tendrían a Juan José Origel como conductor (quien fue uno de los conductores originales de Ventaneando) y a Mara Patricia Castañeda, además del periodista Gerardo Alfaro (quien también había trabajado para ese programa). En 2007, como parte del cambio de imagen del programa, se dio el regreso a Televisa de Aurora Valle (quien también trabajaba como conductora de Ventaneando, además de otros programas de TV Azteca como El ojo del huracán y Famosos en jaque).
Una de las controversias más sonadas y polémicas que se suscitó con La Oreja ocurrió el 3 de octubre de 2002 cuando las reporteras Lilia Rodríguez (de dicho programa) y Mónica Garza (de Ventaneando) se enfrascaron en una acalorada discusión en vivo cuando ambas buscaban entrevistar a la modelo y actriz mexicana Carmen Campuzano -quien se encontraba convaleciente después de un accidente, por el cual permaneció más de 18 días hospitalizada y a punto de morir- en casa de un amigo del exesposo de Campuzano, el modelo y actor Mario Carballido, y la discusión terminó involucrando también a los camarógrafos allí presentes y los conductores de ambos programas, quienes intercambiaron en pantalla todo tipo de acusaciones y descalificaciones.
A partir del 5 de enero de 2004. A finales de 2003, cuando La Oreja sustituye a Vida TV Así pasó a ser transmitida por el Canal de las Estrellas, surgió en Galavisión un programa sustituto llamado Con todo y era conducido originalmente por Fabián Lavalle, Verónica Bastos y Gerardo Alfaro (quien falleció en 2007); además de que también intervenían en ocasiones Alex Kaffie, Shanik Berman, Karina Monroy, Jorge Ugalde y Gustavo Adolfo Infante. Es de hacer notar que, durante un tiempo, en el Canal de las Estrellas también se transmitía 'Con todo Especial', la cual era una versión dominical de dicho programa. Con todo se mantuvo en el aire hasta 2007 cuando se fusionó con La Oreja.
El 2 de enero de 2009 La Oreja fue cancelado para abrirle paso a NXclusiva que empezó el 5 de enero de ese año y tuvo como conductores a Esteban Arce (quien luego sería reemplazado por Juan José Origel), Aurora Valle, Joanna Vega-Biestro, Cynthia Urías, y a principios del programa, Mauricio Clark. Sin embargo, el programa no cuajó del todo entre la audiencia y el 17 de septiembre de 2012 finalizó sus transmisiones.
Televisa no contó con ningún otro programa diario de espectáculos desde entonces hasta la llegada de Pasillo TV, el 13 de enero de 2014, por Gala TV. El 15 de abril de 2016 anuncia su fin para la entrada del nuevo programa "Cuéntamelo Ya", que se estrenó el 18 de abril de 2016 a las 13:30 hrs por el Canal de las Estrellas, se ha especulado que es una "copia" al programa de TV Azteca "Ellas arriba" que salió del aire en octubre de 2015.

## Conductores formales
- Juan José Origel (2002-2009)
- Flor Rubio (2002-2009)
- Mara Patricia Castañeda (2002)
- Verónica Gallardo (2002-2007)
- Raquel Garza (2002-2009)
- Claudia Lizaldi (2007-2009)
- Aurora Valle (2007-2008)
- Alex Kaffie (2008-2009)
- Shanik Berman (2002-2009)
- Verónica Bastos (2008-2009)
- Sergio Mayer (2007-2008)
- Adrián Rodríguez (2007-2009)
- Jorge Ugalde (2007-2009)
- Gerardo Alfaro (2007)